# 5-Fluoruracil
5-Fluoruracil (5-FU), auch Fluorouracil (INN), ist eine heterocyclische organische Verbindung mit einem Pyrimidingrundgerüst und zwei Carbonylgruppen an den Positionen 2 und 4 sowie einem Fluor an Position 5. Es ist ein Derivat der Nukleinbase Uracil.
Es ist ein Arzneistoff, welcher als Zytostatikum in der Chemotherapie, vor allem beim kolorektalen Karzinom und bei Brustkrebs verwendet wird. Es wurde von dem amerikanischen Chemiker Charles Heidelberger entwickelt und 1962 von der Pharmafirma Hoffmann-La Roche auf den Markt gebracht. Ausschlaggebend für die Synthese von 5-FU waren Heidelbergers Überlegungen zum tumorhemmenden Potential von Fluoracetat, dem Salz der Fluoressigsäure. Später beschrieb Heidelberger die Metabolisierung von 5-FU unter Bezugnahme auf das vom britischen Biochemiker und Kampfstoffforscher Sir Rudolph Peters entwickelte Prinzip der letalen Synthese (Biotransformation von Fluoracetat zu Fluorcitrat).
In geringer Dosierung und in Wirkstoffkombination mit Salicylsäure wird 5-Fluoruracil auch zur äußeren Anwendung als Warzen-Therapeutikum unter Handelsnamen wie Verrumal® eingesetzt.
Des Weiteren kommt es auch umgewidmet  in der Veterinärmedizin zur Behandlung des equinen Sarkoids beim Pferd zum Einsatz.

## Eigenschaften
5-Fluoruracil ist ein Feststoff, der bei 282–286 °C unter Zersetzung schmilzt.
Von 5-Fluoruracil gibt es sechs mögliche tautomere Formen im festen Zustand, wobei die Dioxo-Form (1) bevorzugt ist.

## Pharmakologische Eigenschaften

### Wirkung
5-Fluoruracil ist ein Antimetabolit, der bei der Zellteilung aufgrund der Strukturähnlichkeit mit den Pyrimidinbasen Cytosin und Thymin (DNA-Nukleotide) beziehungsweise Uracil (RNA-Nukleotid) anstatt dieser in die DNA und RNA eingebaut wird. So wandelt das Enzym UMP-Pyrophosphorylase (EC 2.4.2.9) 5-Fluoruracil in 5-Fluor-UMP um, das dann weiter zu 5-Fluor-UTP phosphoryliert und in die RNA eingebaut wird. Dieses bewirkt die Synthese fehlerhafter RNA, wodurch die Protein-Biosynthese gehemmt wird.
5-Fluor-dUMP hemmt darüber hinaus auch die Thymidylat-Synthase (EC 2.1.1.45), was letztendlich dazu führt, dass die DNA-Synthese und die Zellteilung inhibiert werden.
Es wirkt insbesondere in der Interphase des Zellzyklus. Neben einer Hemmung der DNA- und RNA-Synthese inhibiert es auch den Exosomkomplex, der für die Zelle lebensnotwendig ist.
5-Fluoruracil wird intravenös oder in Form der Prodrugs Capecitabin oder Tegafur verabreicht; letztere werden erst in der Zelle zum aktiven 5-Fluoruracil umgewandelt. 5-Fluorcytosin ist ebenfalls ein Prodrug von 5-Fluoruracil, das als systemisches Antimykotikum verwendet wird. Es wird durch eine Cytosin-Permease in die Zelle aufgenommen und dort sofort durch eine nur in Pilzen vorhandene Cytosin-Desaminase zu 5-Fluoruracil desaminiert.

### Wirkung abhängig von Genetik
Einer Studie zufolge ist die Wirksamkeit abhängig von der Genetik des Patienten. Der Einzelnukleotid-Polymorphismus rs2612091 bestimmt danach bei lokal fortgeschrittenem Magenkrebs wesentlich das Überleben. Die Variante A/A ist dabei mit einer guten Wirksamkeit, die Varianten A/G und G/G sind mit deutlich geringerer Wirksamkeit verbunden. Es ist denkbar, dass das auch auf andere Krebserkrankungen übertragbar ist. Eine genetische Testung z. B. in Form von Genotypisierung ist derzeit nicht Standard bei der Behandlung.

### Nebenwirkungen
Die Nebenwirkungen (Übelkeit, Erbrechen, Schleimhautentzündungen, Knochenmarkschädigung) können beträchtlich sein (siehe Abschnitt Nebenwirkungen im Artikel Zytostatikum).
Als langfristige Nebenwirkungen wurden bei Tierexperimenten und Patientenuntersuchungen Gehirnschäden durch Schädigung von Gliazellen ausgemacht. Neuro- und kardiotoxische Nebenwirkungen werden auf den 5-FU-Metaboliten Fluoracetat zurückgeführt.
Durch die zusätzliche Gabe von Tetrahydrofolsäure bzw. Folinsäure ist eine höhere Dosierung von 5-FU möglich, man nutzt diesen Effekt für Kombinationstherapien. Eine Wirkungsverstärkung bewirkt auch Interferon-α.
Der Abbau von 5-Fluoruracil geschieht über das Enzym Dihydropyrimidin-Dehydrogenase (DPD). Bei Patienten, die von der seltenen angeborenen Stoffwechselerkrankung Dihydropyrimidin-Dehydrogenase-Mangel betroffen sind, kann die Behandlung mit 5-Fluorouracil zu schwersten Intoxikationen führen. Betroffene Personen sind häufig asymptomatisch. Die Ausschlussdiagnostik erfolgt durch die Analyse der Purine & Pyrimidine und den konkreten Untersuchungsauftrag „Ausschluss DPD bei geplanter 5-Fluorouracil-Therapie“ aus Urin.
Der Ausschuss für Risikobewertung im Bereich der Pharmakovigilanz (PRAC) der Europäischen Arzneimittelagentur EMA empfiehlt, dass Patienten auf das Fehlen bzw. den partiellen Mangel von DPD getestet werden sollten, bevor sie eine Krebsbehandlung mit fluorouracilhaltigen Arzneimitteln beginnen, die durch Injektion oder Infusion (Tropf) verabreicht werden. Diese Empfehlung gilt entsprechend für die Behandlung mit den verwandten Wirkstoffen Capecitabin und Tegafur, die im Körper in Fluorouracil umgewandelt werden (Prodrug).

### Handelsnamen
Monopräparate
Benda-5 FU (D), Efudix (D, CH), Haemato-fu (D), Neofluor (D), Onkofluor (D), Ribofluor (D), diverse Generika (D, A, CH)
Kombinationspräparate
Verrumal (D, A, CH)